# Atletica leggera ai Giochi della XXVI Olimpiade - Lancio del martello

Video della Finale

Il lancio del martello ha fatto parte del programma di atletica leggera maschile ai Giochi della XXVI Olimpiade. La competizione si è svolta nei giorni 27-28 luglio 1996 allo Stadio Olimpico del Centenario di Atlanta.

## Presenze ed assenze dei campioni in carica
| Competizione         | Atleta            | Prestazione | Atlanta 1996 |
| -------------------- | ----------------- | ----------- | ------------ |
| Olimpiadi 1992       | Andrej Abduvaliev | 82,54 m     | Assente      |
| Goodwill Games 1994  | Lance Deal        | 80,20 m     | Presente     |
| Europei 1994         | Vasilij Sidorenko | 81,10 m     | Presente     |
| Coppa del mondo 1994 | Andrej Abduvaliev | 81,72 m     | Presente     |
| Asiatici 1994        | Bi Zhong          | 72,24 m     | Non qual.    |
| Panamericani 1995    | Lance Deal        | 75,64 m     | Presente     |
| Mondiali 1995        | Andrej Abduvaliev | 81,56 m     | Assente      |
|                      |                   |             |              |
| Mondiali junior 1992 | Vadym Hrabovoyy   | 73,00 m     | Non selez.   |

1. ↑  Sotto la bandiera del Tagikistan.
2. ↑  Il peso dell'attrezzo è 6 kg.

## La gara
Dei tre atleti russi qualificatisi ai Giochi, nessuno ha lanciato durante la stagione oltre gli 81 metri. Per la prima volta i russi non sono favoriti.

La gara si mantiene su livelli non eccelsi: Balazs Kiss va in testa al secondo turno con un lancio a 80,50, poi rafforza la sua posizione alla terza prova con 81,24. L'unico altro lancio superiore agli 81 metri è di Lance Deal (81,12), che gli vale la medaglia d'argento all'ultima prova.

Enrico Sgrulletti conclude in nona posizione con 76,98.

Il campione europeo Vasilij Sidorenko è ultimo dei finalisti con 74,68.

## Risultati

### Turno eliminatorio
Qualificazione76,50 m
Otto atleti ottengono la misura richiesta. Ad essi vanno aggiunti i 4 migliori lanci, fino a 75,10 m.

### Finale
| Pos | Paese       | Atleta           | Misura  |
| --- | ----------- | ---------------- | ------- |
|     | Ungheria    | Balázs Kiss      | 81,24 m |
|     | Stati Uniti | Lance Deal       | 81,12 m |
|     | Ucraina     | Oleksij Krykun   | 80,02 m |
| 4   | Ucraina     | Andrij Skvaruk   | 79,92 m |
| 5   | Germania    | Heinz Weis       | 79,78 m |
| 6   | Russia      | Ilja Konovalov   | 78,72 m |
| 7   | Bielorussia | Igor' Astapkovič | 78,20 m |
| 8   | Ucraina     | Sergij Alay      | 77,38 m |